# Medinipur (district)
Het district Medinipur is een voormalig district van de Indiase deelstaat West-Bengalen. Het district telde in 2001 9.638.473 inwoners en had een oppervlakte van 14.081 km². De hoofdstad was Medinipur.
Op 1 januari 2002 werd het district gesplitst in Paschim Medinipur en Purba Medinipur. De reden was dat het district te groot was qua oppervlakte, maar vooral ook qua inwoneraantal. De eerste poging om het district te splitsen was in 1915, toen het district nog onderdeel was van de Brits-Indische provincie Bengalen.